# Ileana Sonnabend
Ileana Sonnabend, née Ileana Schapira, le 28 octobre 1914 à Bucarest en Roumanie et morte le 21 octobre 2007 à New York aux États-Unis, est une galeriste américaine qui a découvert quelques-uns des plus grands noms de l'art contemporain, tel que Jeff Koons.

## Biographie
Ileana Sonnabend, née Schapira, d'origine roumaine, épouse, en 1931, Leo Castelli, qui ouvre avec René Drouin à Paris avant la guerre la galerie Drouin, place Vendôme. Les deux époux ont une fille, Nina Sundell.
Dès les débuts de la Seconde Guerre mondiale, Ileana et Leo Castelli fuient Paris et rejoignent la France de Vichy, puis New York.
Ileana divorce de Leo Castelli en 1959, puis épouse Michael Sonnabend en 1960 et s'installe à Paris, « capitale des Arts ». 
En 1962, elle ouvre avec lui la galerie Ileana Sonnabend, sur le quai des Grands-Augustins ou rue Mazarine, à Paris, où elle expose pour la première fois en Europe les artistes que Leo Castelli a imposés à New York : Jasper Johns, puis Roy Lichtenstein en 1963 et Andy Warhol en 1965,. Cependant, la critique française - souvent mue par un esprit anti-américain - accueille froidement les artistes pop américains qu'elle présente et qui tous, appartiennent à l'écurie de son ex-mari Leo. Cependant, la perception du monde de l'art change quand en 1964, Robert Rauschenberg remporte le Lion d'or de la Biennale de la Venise, le plus prestigieux des prix dévolus à l'art, récompensant pour la première fois un artiste américain et par là même, le travail mené par Leo, depuis New-York, et Ileana, à Paris.
En 1968, le couple Sonnabend ferme la galerie parisienne pour ouvrir, à New York, la Sonnabend Gallery, où elle retrouve Leo Castelli, d'abord sur Madison Avenue en 1970, puis à SoHo en 1971. Cette galerie devient l'une des plus importantes pour la promotion de l'art contemporain aux États-Unis.
Elle retourne en France en 1988. Le musée d'Art contemporain de Bordeaux (CAPC) rend hommage à sa collection, à travers laquelle elle fait découvrir aux Français l'artiste Jeff Koons. 